# Видеоматрикс
ВидеоМатрикс (ООО "ВидеоМатрикс",  Videomatrix) - российская компания-разработчик программного обеспечения для интеллектуальной промышленной видеоаналитики на базе искусственного интеллекта и машинного зрения в Индустрии 4.0. Программное обеспечение выпускается под суб-брендом Vmx.
Центральный офис расположен в г. Екатеринбург. Компания осуществляет свою деятельность преимущественно в России и странах СНГ. Клиенты -  Северсталь, РусАгро, СИБУР, ArcelorMittal, Нижнекамскнефтехим, НЛМК.
Среди продуктов компании имеется комплекс нейронного распознавания свиней, пешеходов и велосипедистов. Компания побеждала в конкурсах: .

## История
Компания основана специалистами по машинному зрению и распознаванию образов на изображении, вышедшими из инновационного центра ООО "Дата--центр Автоматика". В составе компании -научные исследования, разработка,  тестирование, проектная деятельность.

### Хронология
1993 - Старт научных исследований в области видеоаналитики
1996-2005 - разработка и патенты устройств и способов видеоаналитики на базе инновационного центра ООО “Дата-Центр Автоматика”
2003 - масштабирование проекта на международный банковский сегмент
2005 - запуск системы контроля качества печати защищенной продукции для полиграфии
2008-2011 - реализация проекта для ФГУП Гознак и Банка России, проекты по контролю качества банкнот в обращении
2014 - основание компании ООО “ВидеоМатрикс”
2015 - получение статуса резидента “Сколково”
2017 - начало широкого применения  технологии машинного обучения и нейронных сетей для достижения безупречного уровня интеллекта систем
2018 - регистрация ФС по интеллектуальной собственности РФ 6 продуктов Vmx
2019 - внедрение решений по контролю качества технологических процессов, качества и учету продукции с помощью средств видеоаналитики на крупных промышленных предприятиях в России
2020 - разработка и внедрение программно-аппаратного комплекса АРМИЛ. Автоматизированное Рабочее Место для Инспекции Листов стали марки ВНС-9-Ш для военной и боевой авиации было разработано по заказу АО "РТ-Техприемка" (ГК Ростех). Система прошла тестирование и теперь применяется в промышленной эксплуатации. Со слов генерального директора АО "РТ-Техприемки" В.Шорина, в 2021 году "Ростех" планирует продвигать данную систему автоматического контроля на другие металлургические предприятия, где уже работают специалисты приёмки.
2021 - впервые в России сделан стрим с нейросетевым трекингом. В рамках реализации Системы трекинга и контроля клиентопотока катка ВДНХ компания реализовала онлайн-видеотрансляцию в Youtube видео с разрешением в 4К, подвергнутое нейросетевой обработке и пригодное для просмотра через VR-очки или шлем.

Компания размещена на карте Искусственного интеллекта России и карте Инновационных решений от Агентства Инноваций города Москвы.  В библиотеке эффективных решений Альянса по искусственному интеллекту AI Russia Works есть два кейса с упоминанием компании: "Контроль качества очистки чугуна" совместно с НЛМК и "Видеоконтроль качества стали" совместно с АО "РТ-Техприемка" (ГК Ростех). В рамках национального проекта «Цифровая экономика» (федеральный проект «Цифровые технологии»)   относится к дорожной карте "Новые производственные технологии", Технет.

## Продукты
Vmx Dequs — программное решение на базе CV и ML, для автоматизации контроля качества продукта и технологического процесса с использованием IP-видеокамер.
Vmx Qualex - решение для автоматического учета, прослеживаемости и паспортизации изделий. 
Vmx SILA - аналитика живых объектов с непредсказуемой траекторией перемещения: люди, животные, транспорт, машины. 
Vmx MarkerID - для обнаружения и распознавания буквенной, числовой маркировки и штрих-кодов.

## Сертфикация
Программные продукты имеют федеральную защиту, а именно - защиту от Федеральной службы по интеллектуальной собственности (Роспатент).
- Vmx Qualex. Свидетельство № 2018613802 от 2018 г
- Vmx Dequs. Свидетельство № 2018611099 от 2018 г
- Vmx SILA. Свидетельство № 2018611029 от 2018 г. Внесена в единый реестр российских программ 19 сентября 2019 года
- Vmx MarkerID. Свидетельство № 2017662200 от 2017 г